# Флаг Салаватского района
Флаг муниципального образования Салава́тский район Республики Башкортостан Российской Федерации — опознавательно-правовой знак, служащий официальным символом муниципального образования.
Флаг утверждён 31 октября 2006 года и внесён в Государственный геральдический регистр Российской Федерации с присвоением регистрационного номера 3229.

## Описание
«Прямоугольное полотнище красного цвета с соотношением ширины к длине 2:3, в центре которого скачущий к древку всадник белого цвета в башкирском национальном костюме и с колчаном стрел у бедра, простёрший назад левую руку, а в правой, поднятой вверх руке держащий лук жёлтого цвета».

## Обоснование символики
Салаватский район расположен в северо-восточной части Республики Башкортостан на старинных вотчинных землях башкир айлинского рода, известен, прежде всего, как родина национального героя, легендарного сына башкирского народа, одного из руководителей Крестьянской войны 1773—1775 годов Салавата Юлаева. Серебряный всадник — олицетворяет образ Салавата, несущего свет и добро, дарующего свободу своему народу, в котором слились воин — полководец и поэт — импровизатор — символ искренности, чистосердечности и благородства, а сам всадник олицетворяет воинскую доблесть.
Тетива лука без стрелы на вскинутой вверх правой руке свидетельствует об изначальном миролюбии, а раскрытая левая рука — об открытости и искренности салаватцев. Красный цвет полотнища флага — символизирует любовь, мужество, смелость, великодушие, а также кровь, пролитую за свободу и Отечество. Летящий конь, верный спутник башкир — символизирует храбрость, быстроту, целеустремлённость и представляет район, стремящийся к процветанию и благополучию.
Жёлтый цвет (золото) — символ богатства, изобилия и добра.